# Хондураска футболна лига
Хондураската футболна лига (на испански: Liga Nacional de Fútbol de Honduras) е създадена през 1964 и в нея играят десет футболни клуба на принципа всеки срещу всеки.

## Клубове
- Платенсйе
- Реал Хеспаня
- Реал Хувантут
- Хеспанно
- Витория Сейба
- Мотагуа
- КД Олимпия
- Вида
- ФК Маратон